# Parabathyscia grouvellei
Parabathyscia grouvellei es una especie de escarabajo del género Parabathyscia, familia Leiodidae. Fue descrita por Abeille de Perrin en 1882.

## Distribución
Esta especie se encuentra en Francia.